# András Székely
András Székely (Hungría, 5 de marzo de 1909-25 de enero de 1943) fue un nadador húngaro especializado en pruebas de estilo libre, donde consiguió ser medallista de bronce olímpico en 1932 en los 4x200 metros.

## Carrera deportiva
En los Juegos Olímpicos de Los Ángeles 1932, ganó la medalla de bronce en los relevos de 4 × 200 m estilo libre, con un tiempo 9:31,4, tras Japón (oro) y Estados Unidos (plata); sus compañeros de equipo fueron los nadadores István Bárány, László Szabados y András Wanié.